# Prosíčka (Seč)
Prosíčka település Csehországban, Sečben.  Lakosainak száma 13 fő (2021. március 26.).

## Népesség
A település lakosságának változását az alábbi diagram mutatja:
| Lakosok száma | 138  | 97   | 98   | 113  | 97   | 64   | 56   | 17   | 18   | 13   |
|               | 1869 | 1890 | 1900 | 1921 | 1930 | 1961 | 1970 | 1991 | 2001 | 2021 |